# Ceh
Ceh je bilo obrtno stanovsko in socialno združenje, ki je bilo značilno za obdobje srednjega veka. Različni obrtni poklici so imeli svoje cehe.
Vsako mesto je imelo en ceh vsakega poklica. Vsi obrtniki so morali biti člani ceha, drugače niso dobili obrtnega dovoljenja za izvajanje obrtne dejavnosti na področju mesta. V zameno so plačevali članarino, s katero se je ceh vzdrževal. Poleg izdaje obrtnega dovoljenja je ceh nadzoroval cene izdelkov, kvaliteto izdelkov, delovanje svojih članov, šolanje novih obrtnikov,... Ceh je imel določen kodeks obnašanja, ki so ga morali spoštovali člani. V primeru nespoštovanja pravil in kodeksa je ceh lahko naložil kršitelju globo, v skrajnem primeru pa tudi odvzem obrtnega dovoljenja.
Poleg stanovskega značaja je imel ceh tudi socialni značaj. Iz vplačane članarine in posebnih dajatev so izoblikovali obliko stanovske pomoči. Tako so dajali pokojnino ostarelim obrtnikom, denarno pomoč ovdovelim ženam in otrokom,...
Zaradi takega združevanja so cehi imeli tudi veliko politično moč in so tako predstavljali hrbtenico meščanstva.